# SOKO Leipzig/Staffel 5
Die fünfte Staffel der deutschen Krimiserie SOKO Leipzig feierte ihre Premiere am 17. Dezember 2004 auf dem Sender ZDF. Das Finale wurde am 18. März 2005 gesendet.
Die Episoden der Staffel wurden auf dem freitäglichen 21:15-Uhr-Sendeplatz erstausgestrahlt. Erstmals in der Geschichte der SOKO Leipzig wurde auch eine Episoden (Die Tote aus Riga) in Spielfilmlänge (90 Minuten, anstatt der üblichen 45 Minuten Länge einer Episode) produziert.

## Darsteller
| Rollenname                                      | Schauspieler             |
| ----------------------------------------------- | ------------------------ |
| Kriminalhauptkommissar Hans-Joachim Trautzschke | Andreas Schmidt-Schaller |
| Kriminaloberkommissar Jan Maybach               | Marco Girnth             |
| Kriminaloberkommissarin Ina Zimmermann          | Melanie Marschke         |
| Kriminalkommissar Miguel Alvarez                | Gabriel Merz             |
| Polizeimeisterin Meike Schwarz                  | Anne Arzenbacher         |
| Rechtsmedizinerin Dr. Kathrin Conradi           | Margrit Sartorius        |

## Episoden
| Nr. (ges.) | Nr. (St.) | Originaltitel               | Erstausstrahlung D | Regie              | Drehbuch                             | Prod. code |
| --- | --------- | --------------------------- | ------------------ | ------------------ | ------------------------------------ | ---------- |
| 61 | 1         | Die Tote aus Riga (90 min.) | 17. Dez. 2004      | Patrick Winczewski | Jürgen Starbatty                     | 63/64      |
| Die Leiche einer jungen Frau wird gefunden. Bei der Toten handelt es sich um Vaira Punitis, die in Leipzig als Au-pair gearbeitet hatte und wegen der Geburt ihres Kindes nach Lettland zurückgekehrt war. Doch ihr Kind kann nicht gefunden werden. Für die SOKO beginnt ein Kampf um Leben und Tod. |           |                             |                    |                    |                                      |            |
| 62 | 2         | Homejacking                 | 14. Jan. 2005      | Oren Schmuckler    | Hen Hermanns                         | 65         |
| Roland Musil, ein erfolgreicher Unternehmer wird erschlagen. Zunächst wirkt die Tat wie ein fehlgeschlagener Diebeszug eines polnischen Diebespaares, die die Autos der Familie Musil geklaut haben könnten. Die beiden bestreiten die Tat, doch dann werden Kriminalhauptkommissar Maybach und Kriminaloberkommissarin Zimmermann von Anja Musil zum Essen eingeladen. Als dort Anwalt Dr. Schäfer aufschlägt, scheint der Fall eine neue Wendung zu nehmen und die schwangere Kriminaloberkommissarin tief zu schockieren. Gastdarsteller: Anne Kasprik als Anja Musil, Adrian Topol als Moritz Musil, Anna Maria Mühe als Ronja Musil, Nina Juraga als Alena, Janusz Cichocki als Stanis Pajak, Florian Riedel als Zabor Rudzinski |           |                             |                    |                    |                                      |            |
| 63 | 3         | Bücherwahn                  | 21. Jan. 2005      | Oren Schmuckler    | Heike Rübbert                        | 67         |
| Die verbrannte Leiche der Bestseller-Autorin Sophie Trutz wird an einem Bahngelände gefunden. Alle Spuren deuten auf einen verrückten Fan, doch auch der Lektor der Toten, Matthias Schleiz, könnte ebenso wie die Schriftstellerkollegin Jenny Kunst ein Motiv haben. Die SOKO tappt im Dunkeln, bis die Ermittler sich etwas näher mit dem Umfeld der Toten beschäftigen. Gastdarsteller: Peter Davor als Roland Krögl, Ole Puppe als Matthias Schleiz, Julia Richter als Jenny Kunst, Melanie Blocksdorf als Sophie Trust, Doris Abeßer als Adele Winter, Peter Scholz als Christian Gaul |           |                             |                    |                    |                                      |            |
| 64 | 4         | Risiken und Nebenwirkungen  | 28. Jan. 2005      | Oren Schmuckler    | Dinah Marte Golch, Michael B. Müller | 66         |
| Mit Zyankali vergifteten Kopfschmerztabletten werden in Leipzig mehrere Morde verübt. Der Pharmakonzern und seine Anwältin schließen eine Erpressung aus. Die Ermittler konzentrieren sich auf die Familien der Opfer, aber erhalten kaum wichtige Informationen zum Fall. Doch plötzlich taucht ein Erpresserschreiben auf. Gastdarsteller: Ulrike Mai als Larissa Gollhardt, Gudrun Gundelach als Else Gollhardt, Luc Feit als Herr Wolter, Tanya Neufeldt als Frau Brunner, Conrad F. Geier als Klaus Gollhardt |           |                             |                    |                    |                                      |            |
| 65 | 5         | Vaterliebe                  | 4. Feb. 2005       | Oren Schmuckler    | Matthias Weidemann                   | 68         |
| Kriminaloberkommissar Jan Maybach und sein Vater Dr. Hans-Peter Maybach besuchen eine Kabarettpremiere. Am nächsten Tag wird die Autorin dieses Stückes, Renate Trauplitz, ermordet aufgefunden. Es stellt sich heraus, dass die Tote und ihr Partner Lucas Reichelt einen Korruptionsskandal aufdecken wollten. Die Ermittler vermuten den Leipziger Umweltdezernenten Werner König als Täter, doch ihnen fehlen die Beweise. Gastdarsteller: Gunter Schoß als Peer Sievert, Peer Jäger als Dr. Hans-Peter Maybach, Nicola Ransom als Renaute Trauplitz, Armin Dallapiccola als Werner König, Max von Thun als Lukas Reichelt, Susanne Schlenzig als Benita König, Vanessa Radman als Martina Scholz |           |                             |                    |                    |                                      |            |
| 66 | 6         | Die Polizistin              | 11. Feb. 2005      | Christoph Eichhorn | Roland Heep, Frank Koopmann          | 69         |
| Während einer Streifenfahrt in Grünau fällt den Polizisten Meike Schwarz und Kurt Unruh eine verdächtige Person auf. Sie wollen ihn stellen, doch beim folgenden Schusswechsel wird Kurt Unruh getötet. Er stand einen Tag vor seiner Pensionierung. Seine Kollegin ist schockiert und macht sich alleine auf die Suche nach dem Täter. Dabei gerät sie mehrfach mit Kriminaloberkommissar Maybach aneinander. Währenddessen sucht Kriminalhauptkommissar Trautzschke eine Vertretung für die Zeit der Babypause von Kriminaloberkommissarin Zimmermann. Die junge Polizeimeisterin scheint für ihn die perfekte Lösung. Gastdarsteller: Otmar Richter als Josef Unruh, Thorsten Merten als Volker Hoss, Volker Bruch als Marco Hoss, Soraya Richter als Wibke Hoss, Toni Snétberger als Andy Sommerlick, Jonas Laux als Timo Axman, Jörg Simonides als Ingo Merschemke                                                                                                  |           |                             |                    |                    |                                      |            |
| 67 | 7         | Vermisst                    | 18. Feb. 2005      | Christoph Eichhorn | Eva Zahn, Volker A. Zahn             | 70         |
| Melanie Sommer, die Mutter einer zweijährigen Tochter wird vermisst. Edwin Sommer, ihr Mann, verdächtigt den Ex-Freund der Verschwundenen, Martin Ofterbeck. Allerdings scheint der Ehemann nicht allzu viel über seine Frau zu wissen. Als sich herausstellt, dass Melanie Sommer scheinbar ein Doppelleben führte scheint der Fall in eine neue Richtung zu tendieren. Währenddessen macht sich die hochschwangere Kriminaloberkommissarin Ina Zimmermann selbst auf die Suche nach der Lösung des Geheimnisse und bekommt mitten im Außeneinsatz, den sie trotz verordnetem Innendienst begleitete, Wehen. Gastdarsteller: Renate Schroeter als Helga Sommer, Michael Lott als Edwin Sommer, Elena Uhlig als Melanie Sommer, Andreas W. Schwaiger als Martin Ofterbeck, Julia Blankenburg als Miriam Baumann |           |                             |                    |                    |                                      |            |
| 68 | 8         | Topstar gesucht             | 25. Feb. 2005      | Christoph Eichhorn | Markus Stromiedel                    | 72         |
| Während eines Castings zur TV-Show „Top-Star gesucht!“ wird das Studio von Erkan Hamidi gestürmt. Dieser bedroht die Jury mit einer Pistole und es löst sich ein Schuss. Glücklicherweise wurde niemand verletzt, doch als Kriminalhauptkommissar Trautzschke und Kriminaloberkommissar Maybach eintreffen, erkennt Letzterer seine Ex-Freund Anja. Sie ist eines der Jurymitglieder und seit einiger Zeit in Leipzig, hat sich aber nicht bei ihrem Sohn Benni gemeldet. Am nächsten Tag wird der Jury-Vorsitzende Thorsten Brandt erschlagen. Am Tatort findet Jan Maybach ein Armband seiner Ex-Frau und steckt es ein, denn er will sie persönlich damit konfrontieren. Ein folgenschwerer Fehler, denn er verliert das Vertrauen seiner Kollegen. Gastdarsteller: Florian Fitz als Thorsten Brandt, Julia Jäger als Anja Maybach, Sylta Fee Wegmann als Veronika Lührs, Ralph Misske als Holger Lührs, Gudrun Gabriel als Katja Lührs, Özgür Özata als Erkan Hamidi |           |                             |                    |                    |                                      |            |
| 69 | 9         | Florida                     | 4. März 2005       | Christoph Eichhorn | Axel Hildebrand                      | 71         |
| Im Alterswohnsitz von Kriminalhauptkommissar Trautzschkes Mutter geschehen seltsame Dinge. Die alte Dame beobachtet, wie immer Bewohner verschwinden, doch die Geschäftsführerin wiegelt ab. Die Verschwundenen seien nach Florida gezogen, behauptet sie, doch dem Kriminalhauptkommissar kommt die Sache merkwürdig vor und er leitet Ermittlungen ein. Gastdarsteller: Regine Lutz als Ursula Trautzschke, Hansi Jochmann als Magda Lenkeit, Werner Eichhorn als Herr Singer, Ulrich Simontowitz als Dr. Johannes Brenner, Dagmar Biener als Anka Grünberg |           |                             |                    |                    |                                      |            |
| 70 | 10        | Made in China               | 11. März 2005      | Sebastian Vigg     | Axel Hildebrand                      | 74         |
| Robert Shaw, ein amerikanischer Investor, braucht Personenschutz vom Team der SOKO: Er plant die Maschinenfabrik „Krüger“ während seines Aufenthaltes in Leipzig schließen, doch es regen sich massive Proteste. Als der Unternehmer einen Drohbrief mit Morddrohung erhält, ermitteln die Beamten im Umfeld des Toten. Schnell sind Verdächtige wie Dolmetscherin Claudia Hansen und Jörn Schubert, der Leiter der Maschinenfabrik, und der dem Überbringer des Briefes ähnlich sehende Händler Serhat Argin. Doch als trotz verschärfter Sicherheitsvorkehrungen ein Bombenanschlag auf Shaw verübt werden kann, fallen Kriminaloberkommissar Maybach Ungereimtheiten in seiner Wohnung auf. Gastdarsteller: Hartmut Becker als Robert Shaw, Frank Leo Schröder als Jörn Schubert, Ellenie Salvo Gonzalez als Claudia Hansen, David A. Hamae als Serhat Argin |           |                             |                    |                    |                                      |            |
| 71 | 11        | Abgetaucht                  | 18. März 2005      | Sebastian Vigg     | Roland Heep, Frank Koopmann          | 73         |
| Die SOKO-Ermittler wollen sich zu einem Grillabend treffen, doch Kriminaloberkommissar Maybach lässt auf sich warten. Er wird von einem Unbekannten erpresst: Er soll Thorsten Haller, einen wegen Totschlags verurteilten Mann, aus der Untersuchungshaft abholen, sonst werden seine Kollegen von einem Scharfschützen erschossen. Nach der Freilassung des Gefangenen starten die Ermittlungen und schnell sind zwei Verdächtige gefunden: Katharina Haller, die Ehefrau des Befreiten, und Arthur Sova, ein Arbeitskollege von Haller. Als der Tauchgeschäftbesitzer Benno Gose tot aufgefunden wird kommen die Kommissare einem geplanten Einbruch auf die Spur, der sie direkt zum Erpresservon Jan Maybach führen wird. Gastdarsteller: Klaus D. Mund als Thorsten Haller, Charlotte Bohning als Katharina Haller, Manuel Struffolino als Mirko Sova, Sven Riemann als Benno Gose, Dirk Heinrichs als Simon Kosslick                                              |           |                             |                    |                    |                                      |            |